# Alexander Voormolen
Alexander Nicolas Voormolen (ur. 3 marca 1895 w Rotterdamie, zm. 12 listopada 1980 w Hadze) – holenderski kompozytor.

## Życiorys
Pochodził z rodziny urzędników miejskich, od strony matki jego dalekim przodkiem był kompozytor Claude Rameau. Studiował w konserwatorium w Utrechcie u Willema Petriego (fortepian) i Johana Wagenaara (kompozycja). W latach 1916–1920 przebywał w Paryżu, gdzie poznał Florenta Schmitta, Alfreda Casellę, Fredericka Deliusa i Alexisa Rolanda-Manuela. Po powrocie do Holandii początkowo mieszkał w Veere, następnie w 1923 roku osiadł w Hadze. Pisał krytyki muzyczne do „Nieuwe Rotterdamsche Courant”. W latach 1938–1955 pracował jako bibliotekarz w konserwatorium muzycznym w Hadze.

## Twórczość
We wczesnym okresie tworzył w idiomie impresjonistycznym, pozostając pod silnym wpływem Maurice’a Ravela. W latach 20. XX zaczął poszukiwać własnego stylu, nawiązując do elementów tradycji muzycznej Niderlandów i sięgając po formy barokowe, które łączył z modernistyczną harmoniką. W tworzonych wówczas kompozycjach starał się przedstawić sceny z historii kraju i związane z nimi postacie, wykorzystywał dawne melodie ludowe.

## Ważniejsze kompozycje
(na podstawie materiałów źródłowych)

### Utwory orkiestrowe
- De drei ruitertjes (1927)
- Een zomerlied (1928)
- Koncert obojowy (1938)
- Sinfonia (1939)
- suita Kleine Haagsche na małą orkiestrę (1939)
- Pastorale na obój i smyczki (1940)
- Koncert wiolonczelowy (1941)
- Arethuza (1947)
- La Sirene na saksofon i orkiestrę (1949)
- Koncert na 2 klawesyny lub fortepiany i orkiestrę (1950)
- Sinfonia concertante na klarnet, róg i smyczki (1951)
- nokturn Eline (1957)
- Chaconne en Fuga (1958)

### Utwory kameralne
- 2 sonaty skrzypcowe (I 1917, II 1934)
- Suita na wiolonczelę i fortepian (1917)
- Trio fortepianowe (1918)
- Sicilienne et rigaudon na skrzypce i fortepian (1920)
- Suita na klawesyn (1921)
- Divertissement na wiolonczelę i fortepian (1922)
- Romance na wiolonczelę i fortepian (1924)
- 2 kwartety smyczkowe (I 1939, II 1942)
- Sonata na altówkę i fortepian (1935)

### Utwory fortepianowe
- Valse triste (1914)
- I suita (1914–1916)
- Falbalas (1915)
- Elephants (1919)
- Tableaux des Pays Bas (2 serie, I 1919–1920, II 1924)
- Scène et danse érotique (1920)
- Le Souper clandestin (1921)
- Sonnet (1922)
- Livre des enfants (2 serie, I 1923, II 1925)
- Berceuse (1924)
- Sonata (1944)
- nokturn Eline (1951)

### Utwory wokalno-instrumentalne
- melodramat Beatrijs na recytatora i fortepian (1921)
- 3 Gedichten na głos i orkiestrę (1932)
- Een nieuwe Lente op Holland’s erf na głos i orkiestrę (1936)
- Herinneringen aan Holland na baryton, klarnet basowy i smyczki (1966)
- Stanzas of Charles II na baryton, flet, rożek angielski, czelestę, perkusję i smyczki (1966)
- From: The Recollection na głoś średni, kwartet smyczkowy i czelestę (1970)
- Ex minimis patet ipse Deus na głos średni, smyczki i czelestę (1971)
- Ave Maria na chór, harfę i orkiestrę smyczkową (1973)

### Balety
- Le Roi Grenouille (1916; odrzucony)
- Baron Hop (1923; z tego 2 suity, I 1923–1924, II 1931)
- Diana (1935–1936)
- Spiegel-Suite (1943)